# Xã Crane, Quận Paulding, Ohio
Xã Crane (tiếng Anh: Crane Township) là một xã thuộc quận Paulding, tiểu bang Ohio, Hoa Kỳ. Năm 2010, dân số của xã này là 1.420 người.